# Mikhaïl Zochtchenko
Mikhaïl Mikhaïlovitch Zochtchenko (en russe : Михаи́л Миха́йлович Зо́щенко) est un écrivain satirique soviétique né le 29 juillet 1894 (10 août dans le calendrier grégorien) à Saint-Pétersbourg, mort le 22 juillet 1958 à Léningrad. Il ironisait sur son style qui lui valut une popularité exceptionnelle relativement jeune : « J'écris de façon très concise. Mes phrases sont courtes. Elles sont accessibles aux pauvres. C'est peut-être grâce à cela que j'ai eu beaucoup de lecteurs ».

## Biographie
Mikhaïl Zochtchenko naît dans une famille de huit enfants, dans le district de Petrogradsky de Saint-Pétersbourg. Son père, Mikhaïl Zochtchenko sénior (1857-1908), issu de la noblesse de Poltava, est un artiste peintre qui travaille un temps à l'atelier de mosaïques de l'Académie russe des beaux-arts, où il contribue à la réalisation de mosaïques inspirées par les tableaux Souvorov partant pour la campagne d'Italie (Nikolaï Chabounine, 1904) et Souvorov traversant les Alpes suisses (Alexeï Popov, 1904). Sa mère, Elena Ossipovna (née Sourina, 1875-1920), est actrice avant son mariage. 
En 1913, après des études secondaires au gymnasium no 8, Mikhaïl s'inscrit à la faculté de droit de l'Université impériale de Saint-Pétersbourg. Il renonce à ses études l'année suivante, faute d'argent pour régler les frais de scolarité. Le 29 septembre 1914, il est admis à l'école militaire Pavlovski de Pétrograd. Il est nommé sous-officier junker le 5 janvier 1915, puis praporchtchik (en) dans l’infanterie, le 1er février 1915.

## Première Guerre mondiale et guerre civile
Il poursuit une carrière militaire dans le régiment de grenadiers de l'armée impériale, au cours de laquelle il reçoit plusieurs décorations : Ordre de Saint-Stanislas de IIIe classe le 17 novembre 1916, Ordre de Sainte-Anne de IVe classe le 11 février 1916, Ordre de Saint-Stanislas de IIe classe le 13 septembre 1916, Ordre de Sainte-Anne de IIIe classe le 9 novembre 1916 et Ordre de Saint-Vladimir de IVe classe en janvier 1917. Il est fait poroutchik (en) le 9 juillet 1916, puis promu capitaine juste avant la révolution russe.
Démobilisé en raison des séquelles cardiaques d'un empoisonnement au gaz de combat, il exerce de nombreux métiers. Il est notamment commandant du bureau de télégraphe de Pétrograd, adjoint à la milice communale d'Arkhangelsk, secrétaire de tribunal, instructeur en reproduction de lapins et volailles.
Au début de 1919, bravant ses soucis de santé, il s'engage dans l'Armée rouge et, en hiver de la même année, participe aux combats près de Narva et Kinguissepp. 
En avril 1919, déclaré inapte au service et démobilisé une seconde fois du fait de ses problèmes cardiaques, il trouve un poste de téléphoniste aux douanes. Puis, entre 1920 et 1922, il est successivement enquêteur de police, agent maritime, menuisier et cordonnier. Il fréquente à cette époque, au sein des éditions Vsemirnaïa literatoura (Всемирная литература), le studio littéraire dirigé par Korneï Tchoukovski.

## Carrière littéraire
Zochtchenko s'essaie à l'écriture vers 1922 et publie Les Récits de Nazar Ilitch, cher monsieur Ventrebleu qui connaissent un franc succès. Il intègre ensuite le groupe littéraire des Frères Sérapion. 
Dans les années 1920, il a une prédilection marquée pour les courts récits et les fables. Il y fait défiler des héros comiques, à la mentalité étriquée. Au fil du temps, il se tourne vers le genre de la nouvelle, qui lui permet d'élargir le sujet sans rien perdre de son style concis, déjà reconnaissable. 
Il participe à l'écriture de l'ouvrage collectif Les grands incendies (Большие пожары), un roman-feuilleton publié par le magazine Ogoniok en 1927, en compagnie d'autres écrivains : Alexandre Grine, Leonid Leonov, Isaac Babel, Konstantin Fedine, Alexis Tolstoï, Alexeï Novikov-Priboï, Véra Inber, Lev Nikouline, Boris Lavrenev. Le roman ne paraît sous la forme d'un livre qu'en 2009, avec la préface de Dmitri Bykov.
L'Élixir de jouvence publié par le mensuel littéraire Zvezda en 1933, le recueil du Livre bleu, paru dans Krasnaïa nov en 1934-1935, sont caractéristiques de sa production des années 1930. Son Histoire d'une refonte sera intégrée à l'ouvrage collectif Le canal Staline, histoire de la construction de la voie d’eau Baltique-mer Blanche (Maxime Gorki, Leopold Awerbach, Semion Firine, 1934). La rééducation des prisonniers soviétiques par le travail collectif y est présentée comme la refonte des individus. En 1937, tous les exemplaires sont retirés de la vente et les principaux protagonistes sont exterminés lors des grandes purges, notamment Semion Firine (1898-1937), directeur du chantier en question. Le nom de Zochtchenko n'est pas mentionné lors de ces persécutions.
En 1940 paraissent ses Récits sur Lénine (Рассказы о Ленине), livre à vocation éducative destiné aux enfants d'âge préscolaire. L'auteur fait  l'éloge des prétendues vertus du chef prolétarien, dans un langage adapté au jeune public. On y découvre, par exemple, le petit Volodia (Vladimir Lénine) qui, après avoir cassé un vase, confesse l'incident à sa mère, surmontant la crainte d'une punition ou encore, ce qui constitue un sujet récurrent du genre, Lénine qui se mêle incognito à un groupe et s'y distingue par sa bravoure, son intelligence, sa loyauté et sa modestie. Cet ouvrage s’inscrit dans la ligne de la propagande visant à diffuser l'image d'un Lénine humain, image développée par beaucoup d'autres écrivains comme Aleksandr Kononov, Maria Prilejaeva (en) et Sergueï Mikhalkov. Dans ce contexte, les Récits sur Lénine entrent dans le programme scolaire pour de nombreuses années. D'après le Dr Ben Hellman du département des langues modernes de l'Université de Helsinki, il est difficile de déterminer si les Récits sur Lénine comportent les éléments de parodie du genre alors à la mode ou si Zochtchenko a réellement été impressionné par la personnalité de Lénine, voire s'il s'agissait de démontrer sa fidélité au régime dans le contexte des répressions, dont furent victimes plusieurs de ses collègues. 

## Seconde Guerre mondiale
Zochtchenko se porte volontaire pour intégrer l'armée dès l'invasion du territoire soviétique par les Allemands, mais un refus lui est opposé en raison de son état de santé. Il s'engage alors dans les forces de lutte contre l'incendie qui patrouillent sur les toits des bâtiments pendant les raids aériens, afin d'éteindre les dispositifs incendiaires lancés par l'aviation allemande. Il continue, même dans ces conditions, son travail littéraire en écrivant des feuilletons patriotiques pour les périodiques du front et pour la radio. Avec Evgueni Schwarz, il écrit la pièce Sous les tilleuls de Berlin qui évoque la prise de la capitale allemande par l'armée soviétique ; elle est jouée au Théâtre académique de comédie de Saint-Pétersbourg (ru) lors du siège de Leningrad. En septembre 1941, Zochtchenko est évacué à Moscou puis à Almaty, où il écrit trois scénarios pour les studios Mosfilm : Feuilles mortes (Опавшие листья), Au Bonheur des soldats (Солдатское счастье) et Que le malchanceux pleure (Пусть неудачник плачет). Aucun ne sera adapté au cinéma.
En avril 1943, il retourne à Moscou et travaille au sein de l'équipe de rédaction de Krokodil.
Au début du mois d'août 1943, la revue littéraire Octobre commence à publier les premiers chapitres de son roman Avant le lever du soleil, dont l'écriture a été entamée à Almaty mais dont l'auteur avait eu l'idée dans les années 1930. C'est une œuvre autobiographique, introspective, s'apparentant à un travail de recherche sur les causes de la mélancolie et du mal de vivre, du rapport difficile aux femmes, évoquant les événements de la petite enfance, des rêves récurrents, rédigée sous forme d'une succession de brèves nouvelles rappelant un journal intime. La publication est interrompue alors que Zochtchenko tombe en disgrâce dans le contexte du jdanovisme, à la suite de la parution de sa courte satire Les Aventures d'un petit singe, qui lui vaut également l'exclusion de l'Union des écrivains soviétiques. Finalement, le texte intégral d'Avant le lever du soleil sera d'abord publié aux États-Unis, en 1968. En URSS, on ne le découvrira qu'en 1987.

## Disgrâce
Au début de l'été 1946, le journal Zvezda publie ses Aventures d'un singe (nos 5 et 6). L'histoire est très simple. Un singe s'échappe du zoo lorsque les bombes allemandes détruisent sa cage, prend de la nourriture sur un étalage sans payer et se voit poursuivi par une foule en colère. Il arrive à la conclusion que sa vie au zoo était bien plus facile et tente d'y retourner. Finalement, après bien des déboires, il est recueilli par un jeune garçon qui lui apprend les bonnes manières au point que le petit animal pourra en ce domaine servir d'exemple aux enfants et même à certains adultes. C'est assez inoffensif. Personne ne se doute que, en août, une résolution du Parti désignera Mikhaïl Zochtchenko, aux côtés d'Anna Akhmatova, comme la racaille de la littérature et que son histoire sera qualifiée de vulgaire pamphlet, de caricature monstrueuse qui dépeint le peuple soviétique comme primitif, inculte et stupide. Par la suite, le porte-parole culturel de Staline, Andreï Jdanov, accuse les deux écrivains être à l'origine d'un véritable complot pour souiller la littérature soviétique. Pour Jdanov, il était tout simplement inacceptable que quiconque, un an après la Seconde Guerre mondiale, allait recruter un singe pour juger l'Union Soviétique afin de propager une allusion venimeuse et anti-soviétique qu'il vaut mieux vivre dans le zoo qu'en liberté et qu'il est plus facile de respirer dans une cage que parmi ses concitoyens. En décembre 1946, Valeri Kirpotine prononce un discours à l'Union des écrivains de l'URSS pour conspuer Zochtchenko. Mikhaïl Zochtchenko sera chassé de l'union des écrivains soviétiques et interdit de publication. La rédaction de Zvezda sera également sévèrement sanctionnée pour lui avoir ouvert ses colonnes. 
En 1949-1953, Zochtchenko se rabat sur la traduction et, pour survivre, doit se résoudre à travailler en même temps comme cordonnier, le métier appris dans sa jeunesse. Il traduit notamment De Carélie jusqu'aux Carpates d'Antti Timonen (ru) (1948), Le Dit de Sago le charpentier du kolkhoz de Maxime Tsagaraïev (1952) et deux nouvelles d'Algot Untola (en) Ressuscité des morts et Aux allumettes (Tulitikkuja lainaamassa, 1910).
Réintégré à l'Union des écrivains soviétiques après la mort de Staline, Mikhaïl Zochtchenko est de nouveau mis dans le décri à la suite de son discours devant une délégation britannique en visite en URSS en mai 1954. L'incident a lieu à la Maison des écrivains de Moscou où Zochtchenko est présent aux côtés d'Anna Akhmatova et où il dénonce l'injustice subie en 1946. Néanmoins, il commence à publier à nouveau dans les magazines des histoires comme Un incident extraordinaire (1955) qui ne sont pas indignes de ses œuvres antérieures. Enfin, dans la grande année de déstalinisation, en 1956, il fut possible de publier tout un volume rétrospectif, certes nettoyé de passages pouvant être considérés comme offensants, mais au moins c'était un livre. Son grand retour auprès des lecteurs n'aura cependant pas lieu, il meurt deux ans plus tard, en 1958. Il est enterré au cimetière communal de Sestroretsk, une ville balnéaire au bord du golfe de Finlande, son lieu de résidence au cours de ses dernières années.

## Hommages
- L'astéroïde de la ceinture principale (5759) Zoshchenko est nommé en son honneur[10].

## Œuvres
Les œuvres majeures de Mikhaïl Zochtchenko sont :
- Les Récits de Nazar Ilitch, cher Monsieur Ventrebleu (Рассказы Назара Ильича, господина Синебрюхова, 1922)
- Récits sentimentaux (1928)
- Michel Siniaguine (Мишель Синягин, 1930)
- La Vie joyeuse
- Élixir de jouvence (Возвращенная молодость, 1933)
- Le Livre bleu (Голубая книга, 1934)
- Récits sur Lénine (Рассказы о Ленине, 1940)
- Avant le lever du soleil (Перед восходом солнца, 1943)

### Œuvres traduites en français
- La Vie joyeuse, traduit du russe par Sidersky, Paris, Gallimard, coll. « Jeunes Russes », 1931  (ISBN 2-07-026747-4)
- Avant le lever du soleil, traduit du russe par Maya Minoustchine, Paris, Gallimard, coll. « Du monde entier », 1971  (ISBN 2-07-028051-9)
- Contes de la vie de tous les jours : Nouvelles satiriques soviétiques des années 1920, traduit du russe par Michel Davidenkoff, Montricher (Suisse), éditions Noir sur blanc, 1987  (ISBN 2-88250-002-5)
- Les Récits de Nazar Ilitch, cher Monsieur Ventrebleu et autres récits, traduit du russe par André Markowicz, Paris, éditions Solin, 1992  (ISBN 2-85376-075-8)
- Les Quotidiennes, traduit du russe par Maya Minoustchine, Paris, éditions Solin, 1991  (ISBN 2-85376-101-0)
- Les Sentimentales, traduit du russe par Maya Minoustchine, Arles, éditions Solin, 1991  (ISBN 2-85376-100-2)
- 30 Projets pour le peuple, traduit du russe par Anne Puyou, éditions Ginkgo, 2019  (ISBN 978-2-84679-296-7)